# 90-es villamos (Budapest)
A budapesti 90-es jelzésű villamos a Marx tér és Rákospalota, Kossuth Lajos utca között közlekedett. A járatot a Fővárosi Villamosvasút üzemeltette.

## Története
A Budapest-Újpest-Rákospalota Villamos Közúti Vasút Rt. (BURV) 1896. március 16-án indította el rákospalotai A jelzésű járatát, melynek szárnyvonala a Szent István térnél ágazott el, majd onnan az Árpád út – Fő utca útvonalon érte el a községházát. 1939. június 12-én a 90-es jelzést kapta. 1945. május 16-ától Újpest, forgalmi telep és Rákospalota között járt. 1946. június 16-ától éjszakai járatként is közlekedett (ami ekkor azt jelentette, hogy 0:35-kor is indult egy kocsi). 1950. június 5-én betétjárata indult 90A jelzéssel Újpest, Széchenyi tér és Rákospalota, MÁV-állomás között, ezt 1953. március 29-én az újonnan indult 62-es villamos váltotta ki, de 1954. december 31-étől tíz napig ismét forgalomba állt. 1955. október 16-án a 90-es villamos jelzése 12-esre módosult.